# Tineke Dijkshoorn
Tineke Dijkshoorn (23 september 1952), ook Tineke Dijkshoorn-Olsthoorn, is een schaatsster uit Schipluiden. In de Veertiende Elfstedentocht op 26 februari 1986 wist zij van de 862 vrouwen die aan de tocht deelnamen als eerste te eindigen.
In 1984 werd zij Nederlands kampioen inline skaten in Hattem. Tineke Dijkshoorn is in 2010 benoemd tot erelid van KNSB gewest Zuid-Holland
Op 18 januari 2021 werden Tineke Dijkshoorn en de eerstgefinishte vrouwen van 1985, Lenie van der Hoorn en 1997, Klasina Seinstra, alsnog gehuldigd als winnaars. Uit handen van de voorzitter van de Vereniging de Friese Elfsteden ontvingen ze een oorkonde en een vaas waarop de route was afgebeeld. De namen van de winnaressen op het monument Elfstedenrijder werden op 23 november 2022 onthuld.